# Lennie Tristano

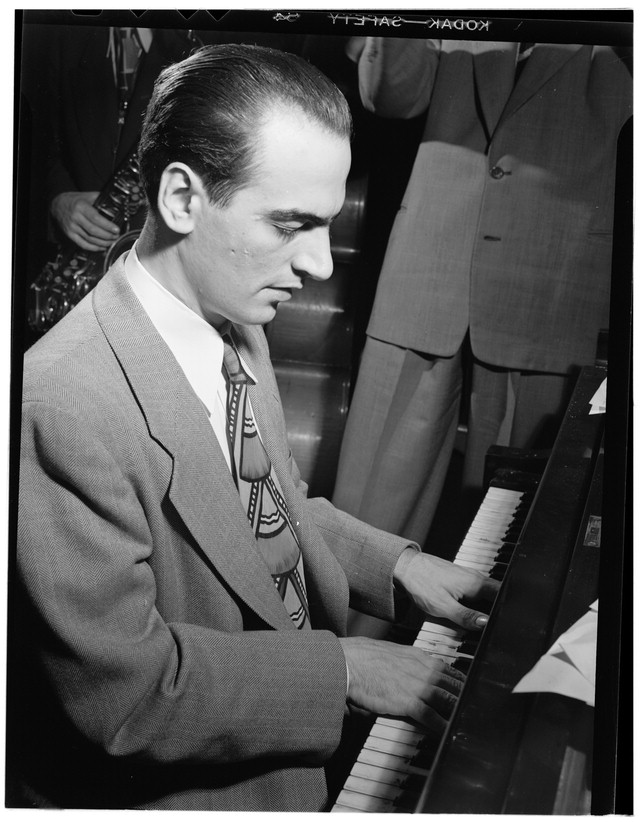

Leonard Joseph Tristano, känd som Lennie Tristano, född 19 mars 1919 i Chicago, död 18 november 1978 i New York, var en amerikansk jazzpianist, kompositör och pedagog, det sistnämnda med tonvikt på improvisation.
Lennie Tristanos föräldrar var italienska immigranter från Aversa. Han var blind från tidig ålder, men sattes i musiklära och utexaminerades 1943 från hemstadens American Conservatory of Music.
Han utförde och undervisade i musik i New York från 1940-talet, inspirerad av bland andra Warne Marsh och Lee Konitz. Den sistnämnde förknippas framförallt med stilen cool jazz, bland annat för sina inspelningar med Lennie Tristanos sextett och med Miles Davis i albumet Birth of the Cool.
I artikeln Free jazz kan läsas: Två låtar av pianisten Lennie Tristano anses av vissa vara de första frijazzlåtarna som gjorts. "Digression" och "Intuition" spelades båda in 1949. Ingen av dem hade förarrangerade melodier, harmonier eller rytmer.

## Kompositioner
Av Lennie Tristanos kompositioner kan namnas: "Retrospection", "Line Up", "317 East 32nd", "Requiem", "Turkish Mambo", "Dissonance", "New Sound", "Wow", "Judy", "Crosscurrent", "Ju-Ju", "Passtime", "April", "Lennie's Pennies", "Parallel", "Abstraction", "Coolin' Off With Ulanov", "Freedom" och "Resemblance".